# Sinophasma jinxiuense
Sinophasma jinxiuense är en insektsart som beskrevs av Chen, S.C. och Yun He He 2008. Sinophasma jinxiuense ingår i släktet Sinophasma och familjen Diapheromeridae. Inga underarter finns listade i Catalogue of Life.